# شکستگی سر استخوان ران

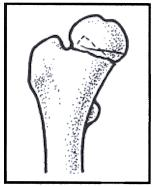
شکستگی سر استخوان ران

شکستگی سر استخوان ران عبارت است از یک شکستگی کامل یا ناقص در سر استخوان ران، که با استخوان لگن مفصل می‌شود. شکستگی در اثر صدمات قابل توجه در هر دو جنس و در تمام سنین دیده می‌شود. اما شکستگی‌های خود به خودی یا شکستگی ناشی از صدمات خفیف تنها در افراد مسن‌تر دیده می‌شوند. حدود ۵۰% از شکستگی‌ها در افراد بالای ۸۰ سال رخ می‌دهد.

## علایم شایع
1. درد شدید به هنگام تلاش برای راه رفتن
2. تورم، دردناک بودن به هنگام لمس و خون‌مردگی در ناحیه مفصل استخوان ران
3. از دست رفتن شکل طبیعی ناحیه مفصلی استخوان ران

## علل
1. وارد آمدن صدمه، خصوصاً زمین‌خوردن و سقوط و نیز تصادفات

در مواردی که استخوان ران قبلاً دچار بیماری بوده‌است، شکستگی ممکن است خود به خود رخ دهد.

## عوامل تشدید کننده بیماری
1. پوکی استخوان، خصوصاً پوکی استخوان پس از یائسگی
2. سرطان استخوان
3. مصرف داروهای متعدد که ممکن است هوشیاری را کاهش دهند.
4. بیماری استخوان‌سازی ناقص (استئوژنز ایمپرفکتا) که یک بیماری ارثی است که در آن استخوان‌ها ترد و شکننده هستند و به راحت دچار شکستگی می‌شوند.
5. به هم خوردن تعادل کلیسم بدن
6. تغذیه نامناسب، خصوصاً ناکافی بودن دریافت کلیسم و پروتئین
7. اختلالات و بیماری مغزی
8. فعالیت در زمان ابتلا به این بیماری‌هایی که خطر بروز صدمات را زیاد می‌کنند.